# Энрике (ураган, 2021)
Ураган «Энрике» (англ. Hurricane Enrique) — сильный тихоокеанский ураган 1 категории, который вызвал проливные дожди и наводнения на юго-западе Мексики. Энрике стал пятой депрессией и был назван штормом, а также первым ураганом сезона ураганов в Тихом океане 2021 года.
Система также угрожала полуострову Нижняя Калифорния; однако он стал остаточным минимумом до того, как достиг к полуострову в результате был нанесен ущерб в размере 50 миллионов долларов (2021 долларов США ). Погибли 2 человека.

## Метеорологическая история

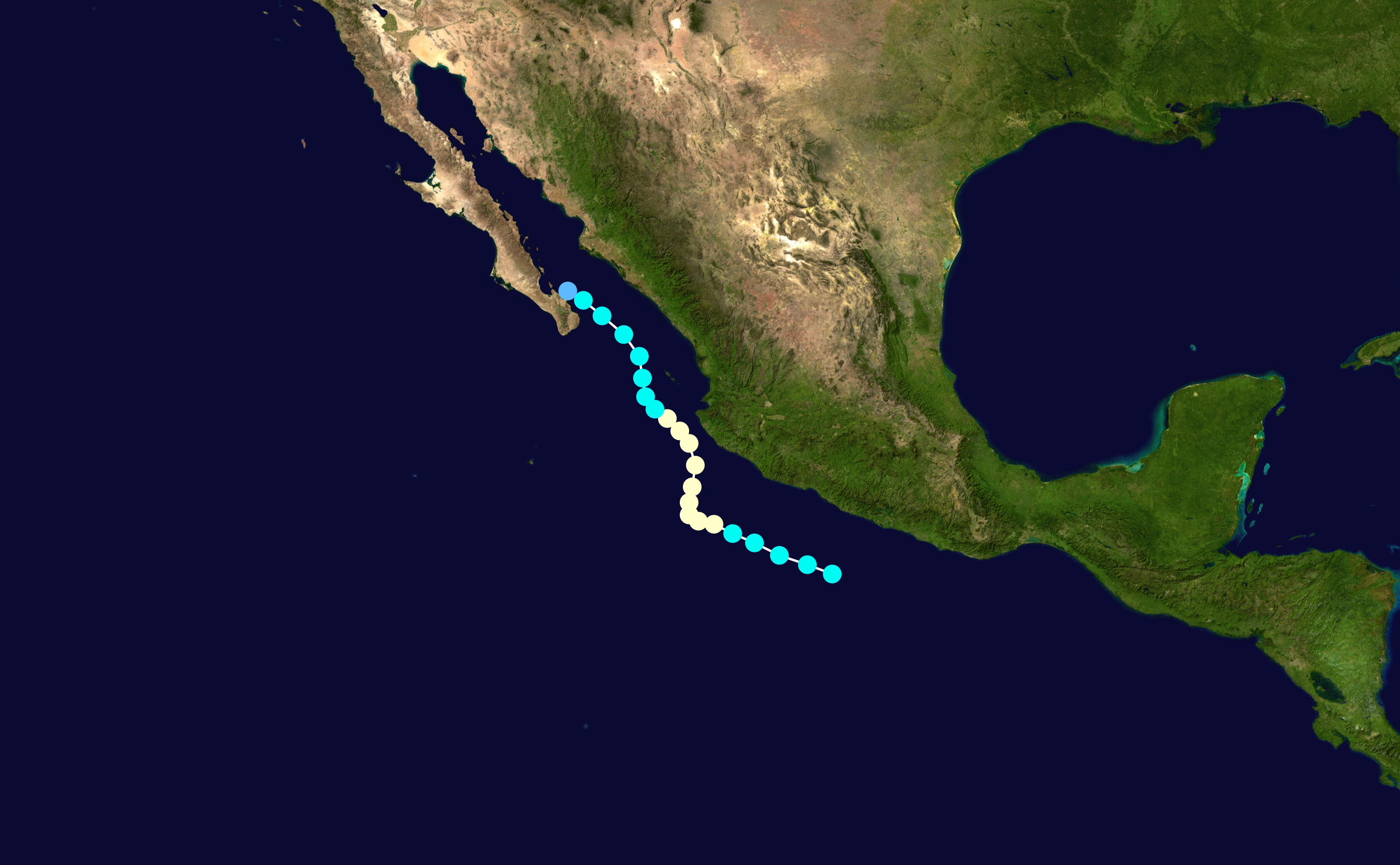
Карта пути и интенсивности Урагана Энрике по шкале Саффира — Симпсона

20 июня NHC отметила возможное образование области низкого давления недалеко от юга Гватемалы и залива Теуантепек. 22 июня над Центральной Америкой наблюдалась ненастная погода, спутниковые снимки указывали на неорганизованные ливни и грозы. В условиях проводящей окружающей среды система постепенно организовывалась, и 25 июня в 09:00 по всемирному координированному времени NHC оценил систему как тропический шторм, присвоив ей имя Энрике. Спутниковые изображения также показали, что у шторма развилась циркуляция на низком уровне. С помощью скаттерометра был совершён пролёт над штормом, который показал, что он производил штормовые тропические ветры к юго-востоку от центра.  Шесть часов спустя структура шторма ещё больше улучшилась, с заметными полосами на юге и востоке. Позже над штормом возник большой конвективный взрыв. Энрике продолжал усиливаться в течение дня, при этом NHC оценил, что система превратилась в ураган 1 категории к 09:00 UTC 26 июня, после чего система имела четко выраженную центральную густую облачность и постоянную зону. вершин холодных облаков. Область с превышением верхней границы облаков сигнализировала о развитии стен глаза. Однако вскоре его структура ухудшилась из-за сухого воздуха. Структура Энрике улучшилась позже, хотя сухой воздух все ещё увлекался в северную сторону шторма. Структура Энрике улучшилась позже, хотя сухой воздух всё ещё проникал в её северную сторону. Примерно в это же время шторм достиг максимальной интенсивности 90 миль/ч (150 км/ч). Прогнозировалось небольшое дополнительное усиление, но этого не произошло. 28 июня, в 15:00 по  Гринвичу, конвективная структура Энрике была разрушена, и внутреннее ядро стало все более рваным из-за сухого воздуха, что привело к ослаблению урагана. В тот же день в 21:00 по  всемирному координированному времени NHC понизил рейтинг Энрике до уровня тропического шторма высокого уровня, поскольку структура продолжала разрушаться и имела частично открытый центр. 30 июня, в 12:00 по Гринвичу, NHC снова понизил рейтинг Энрике до тропической депрессии, поскольку его грозы сократились до небольшой области глубокой конвекции. В 21:00 по Гринвичу того дня Энрике превратился в остаточный минимум в Калифорнийском заливе поскольку вся его конвекция рассеялась.

## Подготовка и последствия
В 15:00 UTC 25 июня предупреждение про тропический шторм было выдано правительством Мексики от Пунта-Сан-Тельмо в Мичоакане до Кабо Корриентес в Халиско.
По крайней мере, два человека утонули на пляже в Пье-де-ла-Куэста (Герреро) из-за  шторма в период с 25 по 26 июня. По крайней мере 207 домов были повреждены оползнями и ветрами, вызванными Энрике в Герреро. Сильный дождь обрушился на районы Мансанильо, а ветры нанесли незначительный ущерб домам. В Ласаро Карденас области были затоплены паводковыми водами более чем на 50 см (19 дюймов). В общей сложности 115 904 клиента потеряли электроэнергию в штате Халиско, хотя через пару часов электроснабжение было восстановлено до 96%. Энрике оставил повреждения в некоторых частях Наярита, деревья вырваны с корнем и падают на дома, а линии электропередач обрушиваются, что привело к отключению электричества в городе Тепик. По всей стране ущерб от урагана оценивается примерно в 50 миллионов долларов США. 